# 延平路 (旗山區)
延平路（Yanping Rd.）是高雄市旗山區的主要幹道，本道路在地圖上呈接近L型的走向，本道路共分為二個部份。北起旗文路南端（旗山監理站進出路口），南於旗山、美濃區界續行中興路往美濃、六龜。公路系統方面，全線均屬省道系統。旗文路南端至旗甲路口屬台3線，旗甲路口至旗山溪西岸屬台29線，其中從旗甲路口至中華路北端則是台3線、台29線共線，旗山溪東岸至美濃區界的第三號橋屬台28線。
因為延平路有三個公路省道編號。進入旗甲路口往北延著台29線俗稱旗甲公路可通往杉林區、甲仙區及那瑪夏區，往南至嶺口、大樹可轉接國道十號嶺口交流道上高速公路。延著台3線南下可通往屏東縣里港鄉、屏東市，往北經過內門區南屏路可接市道182號轉西向至台南市。沿著台28線俗稱旗六公路東行橫越旗山溪往美濃區、六龜區。所以在高雄旗山地區的交通地位日益重要。

## 行經行政區域
- 旗山區

## 分段
延平路共分為二個部份：
- 延平一路；北起於旗文路南端與旗山監理站進出路口，東於旗山溪西岸跨越旗山橋接延平二路。從旗文路開始至旗甲路口屬台3線，旗甲路口至旗山溪西岸屬台29線（其中從旗甲路口至中華路北端共線）。
- 延平二路：西於中華路口接延平一路，東止於旗山、美濃區界（第三號橋）直行接中興路。含旗山橋全線屬台28線。

## 沿線設施
（由北至南）
- 延平一路
  - 交通部公路局高雄市區監理所旗山監理站（旗文路123之1號）
  - 旗甲路一段
  - 高雄市旗山區鼓山國小 （页面存档备份，存于）
  - 7-Eleven新林眾門市
  - 台灣中油振裕加油站
  - 國泰人壽大樓
  - 長庚鴻源診所
  - OK超商旗山北站店
  - 高雄客運旗山北站
  - 富邦人壽旗山展業處
  - 7-Eleven永久門市
  - 中華路
  - 全聯福利中心旗山門市
  - 旗山區公所 （页面存档备份，存于）
  - 高雄市旗山區戶政事務所 （页面存档备份，存于）
  - 高雄市政府消防局第六大隊第一中隊
  - 高雄市政府警察局旗山分局（華中街1號）
  - 中華電信旗山服務中心
  - 全國電子旗山延平門市
  - 旗山郵局
  - 新光人壽旗山通訊處
  - 博愛醫院
  - 7-Eleven旗盟門市
  - 旗山轉運站（大同街23號）
  - 中華路
  - 旗山橋

（由西至東）
- 延平二路
  - 旗山橋
  - 高147線
  - 旗山糖廠
  - 高雄市旗山區旗尾國小 （页面存档备份，存于）
  - 旗山旗尾郵局
  - 台灣中油美林站
  - 7-Eleven新旗美門市
  - 高140線
  - 台灣中油洋洋加油站
  - 枝仔冰城工廠販賣站旗山總店
  - 第三號橋

## 公車資訊
- 延平一路
  - 高雄客運
    - 8009 高雄火車站－澄清湖－旗山
    - 8010 高雄－鳳山－佛光山－旗山
    - 8012 岡山－旗山
    - 8023 高雄火車站－楠梓－旗山
    - 8026 旗山－木梓
    - 8032 高雄火車站－國道十號－旗山－甲仙
    - 8035 旗山－內門－南化
    - 8050 台南火車站－旗山轉運站－佛光山

- 延平二路
  - 義大客運
    - 261	義大醫院－旗山轉運站

  - 高雄客運
    - 8025 高雄火車站－國道十號－旗山－美濃－六龜－寶來（返程經高鐵左營站）
    - 8028 高雄火車站－國道十號－旗山－美濃
    - 8037 旗山－里港

## 公共自行車
- 高雄市公共自行車租賃系統：
  - 鼓山國小(延平一路)：延平一路111號(東南側人行道)
  - 洪厝公園：中華路/延平一路
  - 旗山區公所：延平一路499號前